# Сергеева, Мария
Мария Сергеева (род. 28 октября 1992 года в Таллине) — эстонская фигуристка, выступавшая в парном катании с Ильёй Глебовым. С ним она — трёхкратная чемпионка Эстонии (2007, 2008 и 2009 годы).

## Карьера
В 2004 году Марию поставили в пару с Ильёй Глебовым, тренером пары стала многократная чемпионка Эстонии и участница чемпионатов Европы и мира в паре с Валдисом Милтансом — Екатерина Некрассова.
На международный уровень пара вышла в сезоне 2006—2007, когда они впервые выступили в юниорской серии Гран-при. В том же сезоне они первый раз выиграли национальное первенство и стали 7-ми на чемпионате мира среди юниоров.
В следующем сезоне, помимо юниорского Гран-при, они приняли участие и во «взрослой» серии: были шестыми на Кубке Китая и седьмыми в России. На чемпионате мира среди юниоров стали шестыми.
В сезоне 2008—2009 пара приняла участие только в одном этапе «взрослой» серии Гран-при в NHK Trophy, где стали пятыми. На дебютном для себя чемпионате Европы заняли 14-е место. На своём последнем чемпионате мира среди юниоров выступили неудачно — заняли лишь 12-е место. В этом же сезоне дебютировали на чемпионатах Европы и мира.
Перед началом сезона 2009—2010 Сергеева и Глебов сменили тренера. Они переехали в Польшу, в город Торунь, для работы с Мариушем Сюдеком. На турнире «Nebelhorn Trophy 2009», заняв 9-е место, смогли завоевать для Эстонии одну путёвку в парном катании на зимние Олимпийские игры в Ванкувере, где заняли 19-е место.
По окончании олимпийского сезона пара распалась в связи с тем, что Мария сильно выросла (до 172 см) и спортсменам стало неудобно выполнять технически сложные элементы.
Летом 2010 года Мария решила сменить спортивную специализацию и поступила в спортшколу «Отепя», где будет заниматься лыжным кроссом под руководством Анатолия Шмигуна.
С 2011 года участвует в шоу «Russian Ice Stars».

## Спортивные достижения
(с И.Глебовым)
| Соревнования                              | 2004—2005 | 2005—2006 | 2006—2007 | 2007—2008 | 2008—2009 | 2009—2010 |
| ----------------------------------------- | --------- | --------- | --------- | --------- | --------- | --------- |
| Зимние Олимпийские игры                   |           |           |           |           |           | 19        |
| Чемпионаты мира                           |           |           |           |           | 17        | 18        |
| Чемпионаты Европы                         |           |           |           |           | 14        | 13        |
| Чемпионаты мира среди юниоров             |           |           | 7         | 6         | 12        |           |
| Чемпионаты Эстонии                        | 2         | 1J.       | 1         | 1         | 1         |           |
| Этапы Гран-при:NHK Trophy                 |           |           |           |           | 5         |           |
| Этапы Гран-при:Cup of Russia              |           |           |           | 7         |           | 8         |
| Этапы Гран-при:Cup of China               |           |           |           | 6         |           |           |
| Nebelhorn Trophy                          |           |           |           |           |           | 9         |
| Ice Challenge                             |           |           |           |           |           | 6         |
| Этапы юниорского Гран-при, Беларусь       |           |           |           |           | 10        |           |
| Этапы юниорского Гран-при, Великобритания |           |           |           | 6         | 6         |           |
| Этапы юниорского Гран-при, Эстония        |           |           |           | 6         |           |           |
| Этапы юниорского Гран-при, Чехия          |           |           | 9         |           |           |           |
| Этапы юниорского Гран-при, Норвегия       |           |           | 7         |           |           |           |

J.= юниорский уровень